# Kloster Khorakert

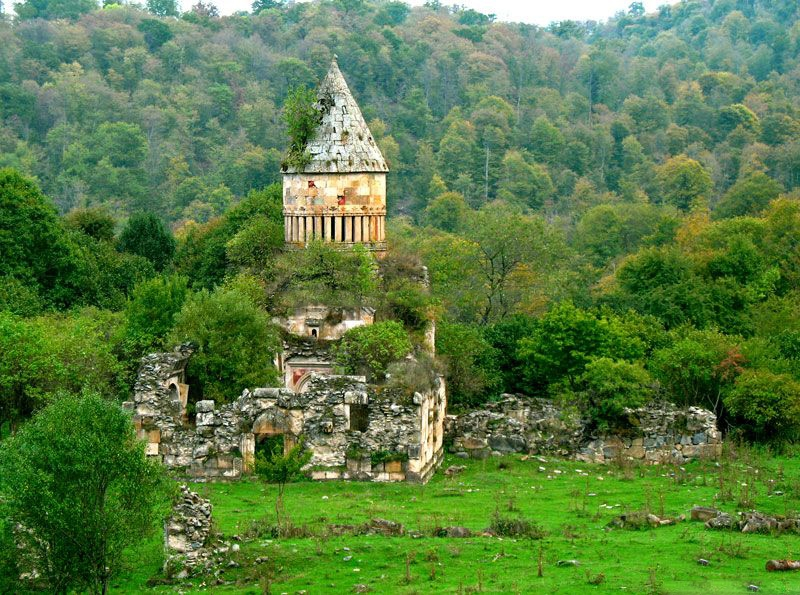
Kloster Khorakert

Das Kloster Khorakert (armenisch Խորակերտ Chorakert) ist ein ehemaliges Kloster der Armenischen Apostolischen Kirche in der Grenzregion von Armenien und Georgien. Ob es zur Provinz Lori im Norden von Armenien gehört oder schon auf georgischer Seite liegt, ist umstritten. In Armenien wird das Denkmal unter der Nummer 7.94/12 geführt. Gegründet wurde es im 13. Jahrhundert. Heute ist das Kloster verlassen. Die Gebäude sind weitgehend zerstört und das Areal ist überwachsen.

## Lage

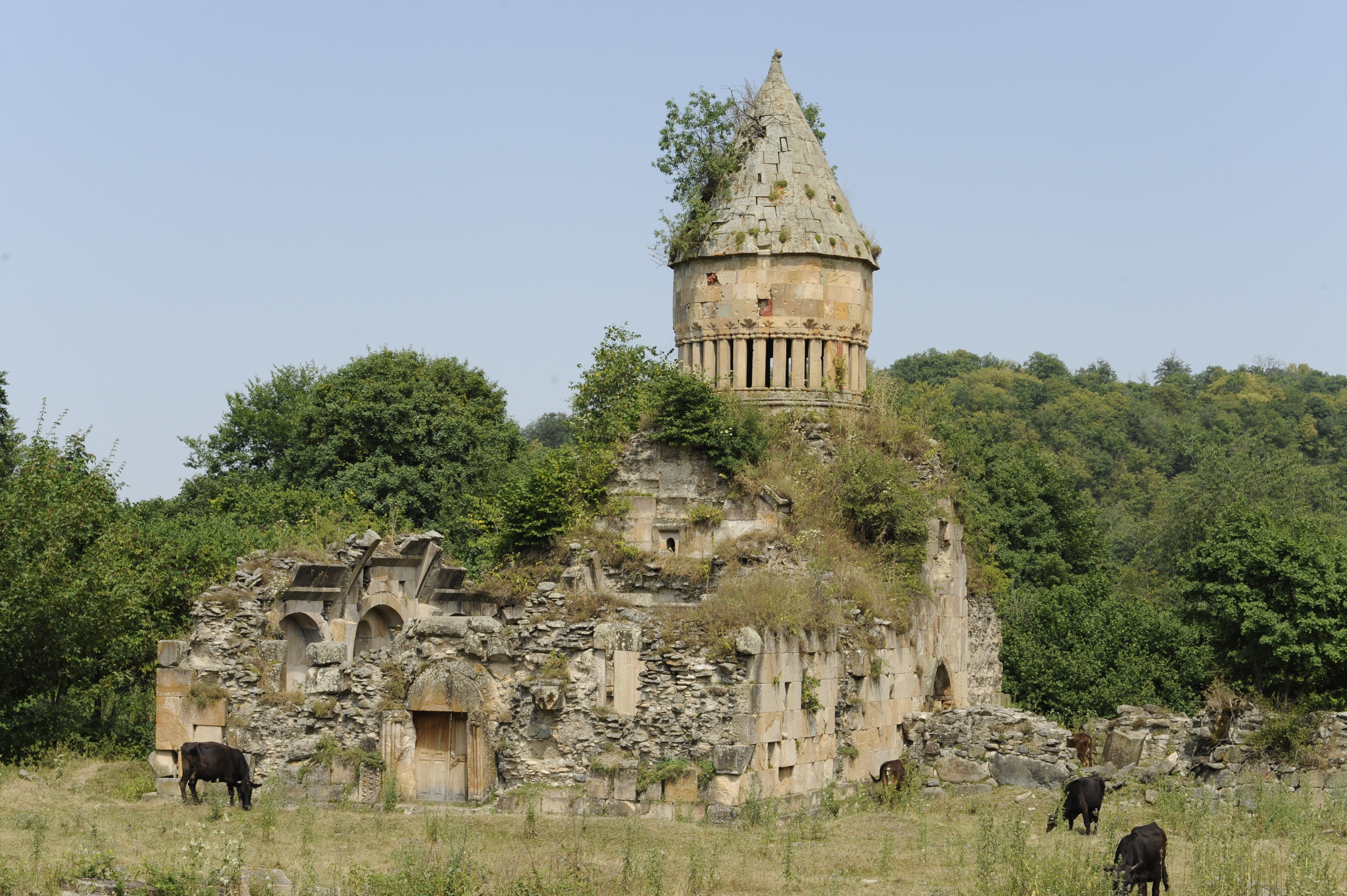
Das Klosterareal ist heute weitgehend verwildert.

Der Klosterkomplex Khorakert liegt nordwestlich der Klöster Sanahin und Haghpat. Es wurde drei Kilometer südwestlich des Dorfes Jiliza in der Tumanian-Region errichtet. Dort steht es am Westhang des Berges Lalvarin. Es ist von dichten Wäldern umgeben.

## Baubeschreibung

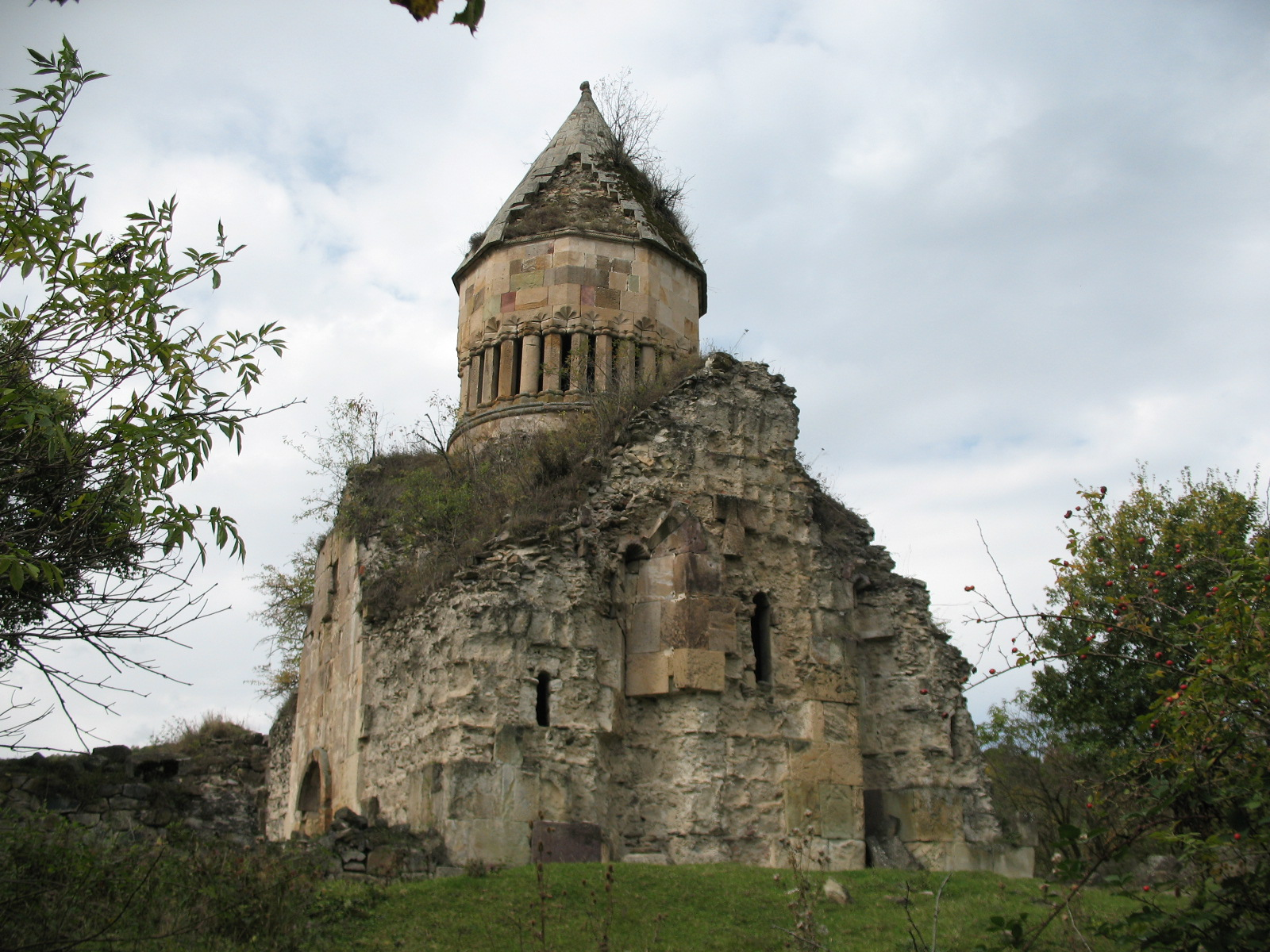
Die Ruine der Hauptkirche

Der Klosterkomplex besteht aus einer Kirche, einem Gawit, einem heute zerstörten Refektorium sowie zwei kleinen überwölbten Kapellen. Das Areal ist von einer Mauer umgeben. Auf dem Gelände stehen einige Chatschkare (kunstvoll behauene Gedächtnissteine mit einem Reliefkreuz in der Mitte, das von geometrischen und pflanzlichen Motiven umgeben ist). Südlich der Kapellen gibt es nahe der Außenmauer einen hinter Bäumen versteckten Geheimgang, der zu einer Schlucht führt.
Im Zentrum der Anlage stehen die Hauptkirche und der ihr vorgebaute Gawit. Das Bauwerk ist der bei weitem größte und außem am reichsten verzierte Bau der Anlage. Er wurde aus gelb-rötlich gefärbten Felsit erbaut. Außen hat die Kirche einen rechteckigen Grundriss, innen ist er durch vier in die Ecken gebaute Seitenkapellen kreuzförmig. Von anderen armenischen Kirchen unterscheidet sie sich durch ihre leicht längliche Bauform. Der Zugang zum Gebäude erfolgt über Eingänge im Westen und Süden.
Die Innenausstattung ist im Gegensatz zur Ausschmückung der Außenfassade eher bescheiden. Die Rahmen der Türöffnungen, die mit Muscheln versehenen dreieckigen Nischen der östlichen Fassaden sowie die Blendsäulen, welche die Kuppel tragen, sind schlicht ausgeführt. Der zentrale Kirchenraum ist von einer Kuppel mit einem Tambour bekrönt. Dieser gilt als einzigartig in der mittelalterlichen Kirchenarchitektur Armeniens. Das zehneckige Bauelement wird von sechseckigen Säulen (jeweils drei pro Seite) getragen, zwischen denen viel Licht in das Innere des Gebäudes gelangen kann. Bei Sonnenschein wirkt die Kuppel dadurch, als ob sie schwebe. In seiner Architektur wirkt der Tambour von Khorakert wie ein Bindeglied zwischen herkömmlichen Kreuzkuppelbauten und Rotunden, die in der armenischen Architektur eher bei Glockentürmen zu sehen sind. Über und unter den Säulen finden sich zahlreiche Ornamente in Form von Dreipass und Vierpass.

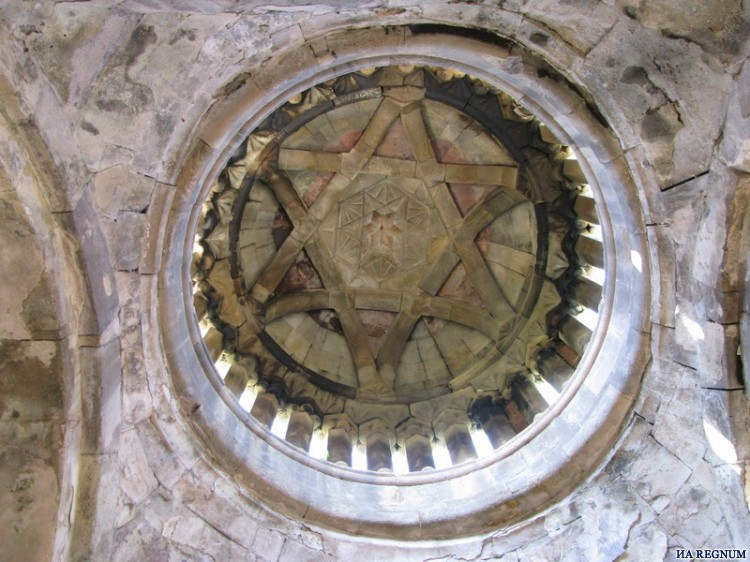
Der Davidstern im Zentrum der Kuppel

Das Innere der Kuppel ist weitgehend im Originalzustand erhalten. Sie unterscheidet sich in ihrem Dekor deutlich vom schlicht gehaltenem Innenraum: Die Kuppel wird von drei Paaren sich kreuzender Bögen, die einen sechszackigen Stern (Davidstern)bilden, getragen. Möglicherweise waren die Kuppeln der Klöster Khoranashat (1257), Arkazan (13. Jahrhundert) oder Makaravank (vor 1207) Vorbild für den Bau in Khorakert, der dennoch als einzigartig gilt. Es wird angenommen, dass die Kuppel zu einem späteren Zeitpunkt (wahrscheinlich mit dem Gawit) errichtet wurde.
Der Hauptkirche vorgebaut ist der 1257 fertiggestellte Gawit. Der Vorraum war eine rechteckige Halle, deren achteckige Pyramidenkuppel von einem System sich kreuzender Bögen getragen wurde. Ein Erdbeben im Jahre 1965 zerstörte das Bauwerk, das ebenfalls als nicht typisch für die mittelalterliche armenische Kirchenarchitektur gilt.
Die Reste des Refektoriums sowie zweier Kapellen und von Grabsteine stehen im nordwestlichen Teil des Klosters. Unter den Chatschkaren gilt ein in der Nähe der Nordwand stehender Gedächtnisstein aus dem dreizehnten Jahrhundert als der bedeutendste.

## Geschichte
Gemäß einer Inschrift über dem westlichen Eingang ließ Fürst Stepanos die Hauptkirche im Jahre 1252 errichten. 1661 wurde das Kloster renoviert. Heute ist es verlassen. Die Gebäude sind weitgehend zerstört und das Areal ist überwachsen.